# Laophonte pseudooculata
Laophonte pseudooculata är en kräftdjursart som beskrevs av Krishnaswamy 1959. Laophonte pseudooculata ingår i släktet Laophonte och familjen Laophontidae. Inga underarter finns listade i Catalogue of Life.